# شیوع تب خونریزی‌دهنده کریمه-کنگو در ایران
تب خونریزی‌دهنده کریمه-کنگو که یک بیماری حاد تب‌دار و خونریزی دهنده منتقل شونده از طریق گزش کنه یا تماس با خون یا ترشحات یا لاشه دام و انسان آلوده‌ است که در سال ۱۳۹۶ در بخش‌هایی از ایران شیوع پیدا کرد. این بیماری از طریق افغانستان و پاکستان وارد ایران شد. از ابتدای سال ۱۳۹۶ تا ۱۲ خرداد، ۳۱ نفر به این بیماری مبتلا شدند. هفت نفر در استان‌های کرمانشاه، بندرعباس، فارس و اصفهان مردند و بدین ترتیب نرخ مرگ و میر ۷٫۴ درصد بود. کشتار دام در مکان‌های غیربهداشتی و قطعه‌بندی گوشت از جمله عوامل شیوع این بیماری بود. این بیماری به غرب ایران هم سرایت کرد. وزیر بهداشت، درمان و آموزش پزشکی ایران اعلام کرد این بیماری در ایران کنترل شده و مراکز درمانی در آماده باش هستند. در برخی از نقاط گاوداری‌های صنعتی برای مقابله با این بیماری سمپاشی شدند.

## تاریخچه
نخستین بار در کتاب ذخیره خوارزمشاهی نگاشته اسماعیل جرجانی در حدود سال ۴۸۹ خورشیدی به این بیماری اشاره شده‌است.
در سال ۱۳۴۹ وجود بیماری در ایران ثابت شد.
در سال ۱۳۹۶ این بیماری از طریق افغانستان و پاکستان وارد ایران شده و در بخش‌هایی از ایران شیوع پیدا کرده‌است. از آغاز سال ۱۳۹۶ تا ۱۲ خرداد، ۳۳ نفر به این بیماری مبتلا شده‌اند که در استان‌های کرمانشاه، هرمزگان، اصفهان، سیستان و بلوچستان، مازندران و سمنان (شاهرود) بوده و سه نفر از آنها جان خود را از دست دادند. بدین ترتیب، نرخ مرگ و میر این بیماری ۷/۴ درصد بوده‌است.</ref>